# Sandman (Fernsehserie)
Sandman ist eine Fantasyserie, die auf der gleichnamigen Graphic Novel von Neil Gaiman basiert. Die Serie wird von Showrunner Allan Heinberg produziert und seit dem 5. August 2022 auf dem Streamingdienst Netflix bereitgestellt. Nach der zweiten Staffel wurde die Serie eingestellt; jene wurde mit ihrem ersten Teil am 3. Juli 2025 veröffentlicht, während der zweite Teil am 24. Juli 2025 folgte; zudem erschien eine Bonusepisode am 31. Juli 2025. Die Hauptrolle des Dream / Morpheus verkörpert Tom Sturridge.

## Handlung
Die Handlung der ersten Staffel deckt die Sammelbände Sandman – Präludien und Notturni und Sandman – Das Puppenhaus ab: Der titelgebende Sandman, auch Dream von den Ewigen oder Morpheus, wird von einem britischen Okkultisten für hundert Jahre gefangengehalten, was die Europäische Schlafkrankheit auslöst. Nach seiner Befreiung muss er seine Insignien wiederbeschaffen: ein Säckchen mit Traumsand, einen Helm und einen Rubin. Außerdem gilt es, sein Traumreich wiederaufzubauen und mehrere daraus entflohene Albträume, die in der Menschenwelt ihr Unwesen treiben, zurückzuholen. Sein Geschwister Desire hat in seiner Abwesenheit mit einer dauerschlafenden Frau ein Kind gezeugt, das diese noch schlafend entbunden hat. Als sie nach Sandmans Heimkehr als alte Frau aufwacht, lokalisiert sie ihre Urenkelin Rose Walker, die auf der Suche nach ihrem kleinen Bruder Jed ist, der zunächst von lieblosen Pflegeeltern misshandelt wird und dann in einen Kongress von Serienkillern gerät. Rose erweist sich als „Traumwirbel“, das heißt, sie kann in die Träume anderer Menschen eindringen. Dies hilft ihr, Jed zu retten, doch ihre Fähigkeit droht das gesamte Universum zu zerstören, was ein Eingreifen des Sandman erforderlich macht.
Die Bonusepisode der ersten Staffel adaptiert die ersten beiden Geschichten des Bands Sandman – Traumland.
Die zweite Staffel deckt in ihrer ersten Hälfte die Sammelbände Sandman – Die Zeit des Nebels und Sandman – Kurze Leben sowie die zentrale Orpheus-Episode des Bands Sandman – Fabeln und Reflexionen ab, in ihrer zweiten Hälfte den Sammelband Sandman – Die Gütigen: Nach einem Treffen mit seinen Geschwistern beschließt Sandman, seine alte Liebe Nada, Königin der ersten Menschen, aus der Hölle zu befreien, die er selbst dorthin verbannt hatte. Doch obwohl Luzifer Morgenstern nach einer Demütigung durch Sandman eigentlich geschworen hatte, diesen zu vernichten, hängt sie überraschend ihre Tätigkeit an den Nagel und übergibt ihrem einstigen Gegner den Schlüssel zur Hölle. Sandman muss daraufhin einen neuen angemessenen Herrscher finden. Als mögliche Kandidaten präsentieren sich unter anderem der nordische Allvater Odin mit seinen Söhnen Thor und Loki, Abgesandte des Feenreiches sowie einige Dämonen unter der Führung von Lord Azazel. Er übergibt den Schlüssel an einen geeigneten Nachfolger und befreit Nada, die ihn aber nicht mehr sehen will. Später hilft Sandman seiner Schwester Delirium bei der Suche nach ihrem verschwundenen Bruder Destruction, bricht die Suche allerdings  zunächst ab, als sich die Todesfälle häufen, da Destruction nicht gefunden werden will. Indem sie das Orakel des Orpheus, Sandmans Sohn, aufsuchen, finden sie schließlich doch Destruction, der aber nicht mit ihnen zurückgeht, sondern in den Sternenhimmel aufsteigt. Im Gegenzug für die Information erfüllt Sandman seinem Sohn den Wunsch, ihn endlich sterben zu lassen. Weil er damit Familienblut vergossen hat, was den Ewigen verboten ist, steht ihm nun selbst durch die Drei Damen, die zugleich die Moiren und die Erinnyen verkörpern, der Tod bevor. Er bestimmt zu seinem Nachfolger Daniel Hall, das erste in der Traumwelt geborene Baby. Loki entführt diesen und macht ihn durch Verbrennung zu einem Ewigen, lässt die Mutter aber glauben, ihr Sohn sei gestorben. Sie glaubt, dies habe Sandman getan, und lässt sich von den Drei Damen als Werkzeug einsetzen, das Traumreich anzugreifen. Morpheus akzeptiert schließlich, dass er sie nur aufhalten kann, indem er hinnimmt zu sterben. Im Moment seines Todes wird Daniel in erwachsener Gestalt zum neuen Dream. Weggefährten und Familie versammeln sich im Palast zur Bestattung des ersten Dreams, nach der die Familie den neuen Dream empfängt. Die Bonusepisode der zweiten Staffel adaptiert die Spin-Off-Geschichte Death: The High Cost of Living.

## Besetzung und Synchronisation
Die deutschsprachige Synchronfassung entstand bei der Interopa Film in Berlin nach den Dialogbüchern von Florian Krüger-Shantin, welcher ebenso die Dialogregie verantwortete.

### Hauptbesetzung
| Rollenname        | Schauspieler           | Hauptrolle (Episoden)                      | Synchronsprecher |
| ----------------- | ---------------------- | ------------------------------------------ | ---------------- |
| Dream / Morpheus  | Tom Sturridge          | 1.01–2.11                                  | Nicolás Artajo   |
| Dream / Morpheus  | Jacob Anderson         | 2.10–2.11                                  | Nicolás Artajo   |
| Der Korinther     | Boyd Holbrook          | 1.01–1.03, 1.07–1.10, 2.08–2.11            | Marius Clarén    |
| Lucienne          | Vivienne Acheampong    | 1.01–1.02, 1.07–1.10, 2.01–2.11            | Dana Friedrich   |
| Matthew, der Rabe | Patton Oswalt (Stimme) | 1.03–1.05, 1.07–1.10, 2.01–2.04, 2.07–2.11 | Axel Malzacher   |

### Nebenbesetzung
| Rollenname                          | Schauspieler                                                   | Nebenrolle (Episoden)                  | Synchronsprecher                                              |
| Reguläre Episoden (Staffel 1)       | Reguläre Episoden (Staffel 1)                                  | Reguläre Episoden (Staffel 1)          | Reguläre Episoden (Staffel 1)                                 |
| ----------------------------------- | -------------------------------------------------------------- | -------------------------------------- | ------------------------------------------------------------- |
| Ethel Cripps                        | Niamh Walsh (jung)                                             | 1.01–1.03, 1.05                        | Gabrielle Pietermann                                          |
| Ethel Cripps                        | Joely Richardson (alt)                                         | 1.01–1.03, 1.05                        | Heide Domanowski                                              |
| Sir Roderick Burgess                | Charles Dance                                                  | 1.01                                   | Leon Rainer                                                   |
| Alex Burgess                        | Benjamin Evan Ainsworth (Kind)                                 | 1.01, 2.08, 2.11                       | Vincent Thumbeck                                              |
| Alex Burgess                        | Laurie Kynaston (jung)                                         | 1.01, 2.08, 2.11                       | Henning Nöhren                                                |
| Alex Burgess                        | Benedick Blythe (Staffel 1) Geoffrey Beevers (Staffel 2) (alt) | 1.01, 2.08, 2.11                       | Georg Tryphon                                                 |
| Dr. John Hathaway                   | Bill Paterson                                                  | 1.01                                   | Kaspar Eichel                                                 |
| John Dee / Doctor Destiny           | David Thewlis                                                  | 1.02–1.05                              | Frank Röth                                                    |
| Johanna Constantine                 | Jenna Coleman                                                  | 1.02–1.03, 1.06, 2.06, 2.08–2.09, 2.11 | Luisa Wietzorek                                               |
| Fate Mother                         | Nina Wadia                                                     | 1.02, 1.05, 1.07, 1.11–2.01, 2.05–2.11 | Susanne Szell                                                 |
| Fate Crone                          | Souad Faress                                                   | 1.02, 1.05, 1.07, 1.11–2.01, 2.05–2.11 | Eva-Maria Werth                                               |
| Fate Maiden                         | Dinita Gohil                                                   | 1.02, 1.05, 1.07, 1.11–2.01, 2.05–2.11 | Heide Ihlenfeld                                               |
| Abel                                | Asim Chaudhry                                                  | 1.02, 1.07, 2.01–2.02, 2.10–2.11       | Tobias Müller                                                 |
| Kain                                | Sanjeev Bhaskar                                                | 1.02, 2.01–2.02, 2.10–2.11             | Hans Hohlbein                                                 |
| Henrietta / Mad Hettie              | Clare Higgins                                                  | 1.03, 2.07, 2.09–2.12                  | Sabina Trooger (Staffel 1) Heike Schroetter (Staffel 2)       |
| Erica                               | Meera Syal                                                     | 1.03                                   | Karin David                                                   |
| Luzifer Morgenstern                 | Gwendoline Christie                                            | 1.04, 1.10–2.03                        | Angela Wiederhut                                              |
| Mazikeen                            | Cassie Clare                                                   | 1.04, 1.10–2.02                        | Melanie Hinze                                                 |
| Nada                                | Deborah Oyelade                                                | 1.04                                   | Laura Lippmann                                                |
| Nada                                | Umulisa Gahiga                                                 | 2.01–2.03, 2.05, 2.11                  | Rubina Nath                                                   |
| Rosemary                            | Sarah Niles                                                    | 1.04                                   | Susanne Szell                                                 |
| Desire                              | Mason Alexander Park                                           | 1.05–1.07, 1.10, 2.01, 2.04–2.05, 2.11 | Jasper Domanowski                                             |
| Rose Walker                         | Kyo Ra                                                         | 1.05, 1.07–1.10, 2.07–2.09, 2.11       | Isabella Vinet                                                |
| Death                               | Kirby Howell-Baptiste                                          | 1.06, 2.01–2.02, 2.04–2.05, 2.10–2.12  | Yvonne Greitzke                                               |
| Hob Gadling                         | Ferdinand Kingsley                                             | 1.06, 2.01, 2.08, 2.11                 | Armin Schlagwein                                              |
| Will Shaxberd / William Shakespeare | Samuel Blenkin                                                 | 1.06                                   | Dirk Petrick                                                  |
| Will Shaxberd / William Shakespeare | Luke Allen-Gale (jung)                                         | 2.03                                   | Vlad Chiriac                                                  |
| Will Shaxberd / William Shakespeare | Will Keen (alt)                                                | 2.11                                   | Romanus Fuhrmann                                              |
| Lyta Hall                           | Razane Jammal                                                  | 1.07–1.10, 2.01, 2.07–2.11             | Julia Vieregge                                                |
| Unity Kinkaid                       | Sandra James-Young                                             | 1.07–1.10                              | Liane Rudolph                                                 |
| Hal Carter                          | John Cameron Mitchell                                          | 1.07–1.10                              | Martin Kautz                                                  |
| Gilbert                             | Stephen Fry                                                    | 1.07, 1.09–1.10, 2.07, 2.09, 2.11      | Jörg Hengstler (Staffel 1) Florian Krüger-Shantin (Staffel 2) |
| Mervyn Pumpkinhead                  | Mark Hamill (Stimme) Nicholas Anscombe (Körperdouble)          | 1.07, 1.09, 2.01–2.02, 2.07, 2.10–2.11 | Joachim Tennstedt                                             |
| Mr. Haldewell                       | Peter de Jersey                                                | 1.07, 1.09                             | Matthias Klages                                               |
| Despair                             | Donna Preston                                                  | 1.07, 2.01, 2.05, 2.08, 2.11           | Antje Thiele                                                  |
| Martin Tenbones                     | Lenny Henry (Stimme)                                           | 1.08, 1.10                             | Sven Brieger                                                  |
| Barnaby                             | Sam Hazeldine                                                  | 1.08                                   | Sven Gerhardt                                                 |
| Lord Azazel                         | Roger Allam (Stimme)                                           | 1.10                                   | Felix Würgler                                                 |
| Lord Azazel                         | Will Coban                                                     | 2.02–2.03                              | Sven Gerhardt                                                 |
| Der Traum der Tausend Katzen        |                                                                |                                        |                                                               |
| Crow                                | Neil Gaiman (Stimme)                                           | 1.11                                   |                                                               |
| Siamkatze                           | Sandra Oh (Stimme)                                             | 1.11                                   | Cathlen Gawlich                                               |
| Die graue Katze                     | David Gyasi (Stimme)                                           | 1.11                                   |                                                               |
| Hippogreif                          | Tom Wu (Stimme)                                                | 1.11                                   | Konrad Bösherz                                                |
| Marion                              | Anna Lundberg (Stimme)                                         | 1.11                                   | Uschi Hugo                                                    |
| Paul                                | Michael Sheen (Stimme)                                         | 1.11                                   |                                                               |
| Don                                 | David Tennant (Stimme)                                         | 1.11                                   |                                                               |
| Kalliope                            |                                                                |                                        |                                                               |
| Erasmus Fry                         | Derek Jacobi                                                   | 1.11                                   | Friedhelm Ptok                                                |
| Larry                               | Kevin Harvey                                                   | 1.11                                   | Otto Strecker                                                 |
| Nora                                | Amita Suman                                                    | 1.11                                   | Franziska Endres                                              |
| Kalliope                            | Melissanthi Mahut                                              | 1.11, 2.05, 2.11                       | Nurcan Özdemir (Staffel 1) Flavia Vinzens (Staffel 2)         |
| Richard Madoc                       | Arthur Darvill                                                 | 1.11, 2.11                             | Sascha Rotermund                                              |
| Reguläre Episoden (Staffel 2)       |                                                                |                                        |                                                               |
| Delirium                            | Esmé Creed-Miles                                               | 2.01, 2.04–2.06, 2.09–2.11             | Lena Schmidtke                                                |
| Destiny                             | Adrian Lester                                                  | 2.01, 2.05, 2.07, 2.09, 2.11           | Tommy Morgenstern                                             |
| Nuala                               | Ann Skelly                                                     | 2.02–2.03, 2.07–2.11                   | Patricia Strasburger                                          |
| Cluracan                            | Douglas Booth                                                  | 2.02–2.03, 2.07–2.11                   | Simon Derksen                                                 |
| Loki                                | Freddie Fox                                                    | 2.02–2.03, 2.07–2.09                   | Peter Lontzek                                                 |
| Thor                                | Laurence O’Fuarain                                             | 2.02–2.03, 2.09, 2.11                  | Daniel Welbat                                                 |
| Odin                                | Clive Russell                                                  | 2.02–2.03, 2.09                        | Reinhard Scheunemann                                          |
| Tamarin                             | Phoebe Nicholls                                                | 2.02–2.03, 2.11                        | Dorette Hugo                                                  |
| Puck / Robin Gutfreund              | Jack Gleeson                                                   | 2.03, 2.07–2.09, 2.11                  | Tobias John von Freyend                                       |
| Königin Titania                     | Ruta Gedmintas                                                 | 2.03, 2.08–2.11                        | Manja Doering                                                 |
| König Auberon                       | Royce Pierreson                                                | 2.03                                   | Nico Sablik                                                   |
| Barnabas                            | Steve Coogan (Stimme)                                          | 2.04–2.06, 2.10–2.11                   | Marcus Off                                                    |
| Destruction                         | Barry Sloane                                                   | 2.04–2.06, 2.11                        | Dietmar Wunder                                                |
| Orpheus                             | Ruairi O’Connor                                                | 2.05–2.06                              | Alex Friedland                                                |
| Hades                               | Garry Cooper                                                   | 2.05                                   | Klaus-Dieter Klebsch                                          |
| Persephone                          | Antonia Desplat                                                | 2.05                                   | Magdalena Helmig                                              |
| Time                                | Rufus Sewell                                                   | 2.07                                   | Patrick Winczewski                                            |
| Night                               | Tanya Moodie                                                   | 2.07                                   | Heide Domanowski                                              |
| Death: Der Preis des Lebens         |                                                                |                                        |                                                               |
| Sexton                              | Colin Morgan                                                   | 2.12                                   | Jonas Lauenstein                                              |
| Theo                                | Jonno Davies                                                   | 2.12                                   | Ozan Ünal                                                     |
| Billie                              | Jade Anouka                                                    | 2.12                                   | Uschi Hugo                                                    |
| Lennie                              | Tracy-Ann Oberman                                              | 2.12                                   | Diana Borgwardt                                               |

## Episodenliste
| Nr. (ges.) | Nr. (St.) | Deutscher Titel                         | Originaltitel                     | Regie                         | Drehbuch                                      |
| --- | --------- | --------------------------------------- | --------------------------------- | ----------------------------- | --------------------------------------------- |
| 1 | 1         | Der Schlaf der Gerechten                | Sleep of the Just                 | Mike Barker                   | Neil Gaiman & David S. Goyer & Allan Heinberg |
| Bei dem Versuch, einen Albtraum namens Der Korinther zu fangen, wird Morpheus, auch bekannt als Dream, in einem okkulten Ritual von dem britischen Aristokraten Roderick Burgess gefangen genommen, der versucht hat, den Tod zu fangen. Roderick stiehlt Morpheus' Totems der Macht: seinen Helm, einen Beutel mit Sand und einen Rubin; alle werden schließlich von Rodericks verärgerter Geliebten Ethel Cripps entwendet, die mit Rodericks Kind schwanger ist. Morpheus' Gefangenschaft verursacht eine Epidemie der „Schlafkrankheit“, die 106 Jahre lang anhält. Im Jahr 2021 ist Rodericks Sohn Alex ein alter Mann, der Morpheus weiterhin gefangen hält und von seinem Partner Paul betreut wird. Nachdem Paul „versehentlich“ einen Teil der Runen ausgelöscht hat, die Morpheus gefangen halten, greift Morpheus in den Traum einen seiner Wächter, um seinen Käfig zu zerstören, was ihm die Flucht ermöglicht und Alex zu einem ewigen Schlaf verdammt. |           |                                         |                                   |                               |                                               |
| 2 | 2         | Gastgeber mit kleinen Fehlern           | Imperfect Hosts                   | Jamie Childs                  | Allan Heinberg                                |
| Morpheus kehrt in das Reich der Träume zurück. Dort findet er seinen Palast aufgrund seiner langen Abwesenheit in Trümmern vor. Morpheus besucht Kain und Abel, ein gestörtes Brüderpaar, um ihr Haustier, den Wasserspeier Gregory, zu holen, der seine Macht wiederherstellen wird, um die Schicksalsgöttinnen zu beschwören. Morpheus gelingt es, die Schicksalsgöttinnen zu beschwören, die ihn über den Verbleib seiner Ausrüstung informieren: Der Beutel mit Sand befindet sich im Besitz der Exorzistin Johanna Constantine, sein Helm in den Händen eines Dämons in der Hölle und der Rubin wurde von Ethels Sohn John Dee benutzt. Morpheus macht sich auf die Suche nach seinen Totems der Macht und wird dabei von Matthew dem Raben unterstützt. Zurück in der Traumwelt schickt Morpheus einen Baby-Gargoyle zu Kain und Abel, um ihren früheren Begleiter zu ersetzen. |           |                                         |                                   |                               |                                               |
| 3 | 3         | Träum einen Traum von mir               | Dream a Little Dream of Me        | Jamie Childs                  | Jim Campolongo                                |
| Morpheus macht Constantine ausfindig und bittet sie um die Rückgabe seines Beutels. Constantine erinnert sich, dass sie ihn in der Wohnung ihrer Ex-Freundin vergessen hat. Sie machen sich gemeinsam auf die Suche nach der Freundin, die durch den Missbrauch des Pulvers am Rande des Todes steht. Constantine führt einen Exorzismus durch, um die Freundin von ihrer Sucht zu heilen, ist aber verzweifelt, als Morpheus sich weigert, sie zu töten. Angesichts von Constantines Schuldgefühlen stimmt Morpheus schließlich zu, ihre Ex-Freundin aus Gnade zu töten, bevor er abreist. In der Zwischenzeit reist Ethel, deren Leben durch ein Schutzamulett verlängert wurde, in eine Anstalt in Buffalo, New York, um John, ihren Sohn, zu besuchen, der besessen von Morpheus' Rubin ist. Sie übergibt John das Schutzamulett, altert ohne den Schutz und stirbt. John nutzt die Kräfte des Schutzamuletts, um aus der Anstalt zu entkommen. |           |                                         |                                   |                               |                                               |
| 4 | 4         | Hoffnung in der Hölle                   | A Hope in Hell                    | Jamie Childs                  | Arnold Guzman                                 |
| Um seinen Helm zurückzuholen, steigt Morpheus in die Hölle hinab, wo er Luzifer Morgenstern, den Herrscher des Reiches, trifft. Er findet den Dämon mit dem Helm, aber um ihn zurückzubekommen, fordert der Dämon Morpheus zu einem Duell heraus. Morpheus beschließt, sich selbst zu vertreten, aber der Dämon wählt Luzifer als seinen Vertreter. Morpheus gewinnt die Herausforderung, indem er die Hoffnung beschwört, ein Konzept, das Luzifer als unschlagbar erkennt, und kann seinen Helm zurückgewinnen. Bevor er geht, verspricht Luzifer jedoch, Morpheus eines Tages zu töten. John wird von einer barmherzigen Samariterin Hilfe angeboten und holt den Rubin zurück, aber nicht bevor Morpheus seinen Aufenthaltsort und die Tatsache entdeckt hat, dass John den Gegenstand so verändert hat, dass er sich auf seine eigenen Wünsche und die von niemandem sonst einstellt. John übergibt das Schutzamulett seiner verängstigten Retterin und beschließt, dass er es nicht mehr braucht. |           |                                         |                                   |                               |                                               |
| 5 | 5         | 24 Stunden                              | 24/7                              | Jamie Childs                  | Ameni Rozsa                                   |
| John, der nun im Besitz des Rubins ist, sucht Zuflucht in einem örtlichen Diner. Dort nutzt er die Macht des Rubins, um zu verhindern, dass die Gäste und das Personal (und die ganze Welt, die über den Fernseher gezeigt wird) lügen können, was sie schließlich dazu bringt, sich gegenseitig zu ermorden oder Selbstmord zu begehen. Morpheus taucht auf und bringt John in das Reich der Träume, wo er die Macht des Rubins zu nutzen scheint, um Morpheus zu besiegen. Als John den Rubin in seiner Hand zerdrückt, jubelt er über seinen Sieg, bevor Morpheus sich ihm offenbart und ihm erklärt, dass durch die Zerstörung des Rubins dessen Kraft an seinen wahren Herrn, Morpheus, zurückgegeben wurde. Morpheus hat Mitleid mit John und bringt ihn in die Anstalt zurück, wo er sich scheinbar in einem Dauerschlaf befindet. Anderswo schmiedet Morpheus' Geschwister Desire ein Komplott gegen ihn. |           |                                         |                                   |                               |                                               |
| 6 | 6         | Das Rauschen ihrer Flügel               | The Sound of Her Wings            | Mairzee Almas                 | Lauren Bello                                  |
| Morpheus, der, nachdem er seine Werkzeuge zurückerlangt hat, ziellos geworden ist, wird von seiner Schwester Tod aufgesucht und begleitet sie, wenn sie die Verstorbenen ins Jenseits eskortiert. Tod versucht, Morpheus die Möglichkeit zu zeigen, in seiner Aufgabe als Herrscher über die Träume Sinn und Erfüllung zu finden. In einer Rückblende ins Mittelalter besuchen Morpheus und Tod eine Taverne, wo sie Hob Gadling treffen, einen Bürgerlichen, der sich lautstark wünscht, niemals zu sterben. Tod erklärt sich bereit, Gadling so lange zu verschonen, wie er es wünscht. Hob und Morpheus treffen sich weiterhin einmal in jedem Jahrhundert. Hob behauptet, dass er sich den Tod nicht wünscht, egal welche Wendungen sein Leben nimmt. Hob stellt die Hypothese auf, dass Morpheus sich weiterhin mit ihm trifft, weil er einsam und ohne Freunde ist, was Morpheus sehr kränkt. Da Morpheus von Burgess gefangen genommen wurde, kann er nicht an seinem regelmäßigen Treffen mit Hob teilnehmen. Als ihr Stammlokal verkauft wird, wählt Hob eine neue Taverne einen Block entfernt, in der Hoffnung, dass Morpheus ihn dort findet. Die beiden treffen sich in der Gegenwart wieder. Anderswo setzt Desire ihre Pläne fort. |           |                                         |                                   |                               |                                               |
| 7 | 7         | Das Puppenhaus                          | The Doll's House                  | Andrés Baiz                   | Heather Bellson                               |
| Im Jahr 2015 werden Rose Walker und ihr Bruder Jed durch die Scheidung ihrer Eltern getrennt. Im Jahr 2021, nach dem Tod beider Eltern, wird Jed in einer Pflegefamilie untergebracht, obwohl Rose versucht, ihn ausfindig zu machen und die Vormundschaft zu übernehmen. Rose ist unwissentlich eine Wirbel, ein Wesen, das auf natürliche Weise Träume anzieht und manipuliert, und Desire sowie ihre Zwillingsschwester Despair verschwören sich, um Rose gegen Morpheus einzusetzen. Morpheus weiß um Roses Natur und will sie benutzen, um drei abtrünnige Bewohner der Träume aufzuspüren, die noch auf freiem Fuß sind. Rose und ihre Freundin Lyta Hall reisen nach England, um Unity Kincaid zu treffen, ein wohlhabendes, genesenes Opfer der Schlafkrankheit. Unity enthüllt, dass sie Roses biologische Urgroßmutter ist. Unity bietet an, Roses Suche nach Jed zu finanzieren, und Rose und Lyta reisen nach Florida. Da sie Jed weder im Traum noch in der Wachwelt finden können, schlussfolgern Lucienne und Morpheus, dass der abtrünnige Traum Gault Jeds Bewusstsein vom Traum abgetrennt hat. Rose bittet Lucienne und Morpheus im Traum um Hilfe bei der Suche nach Jed. Währenddessen wird der Korinther, der Rose sucht, als Ehrengast zu einem Serienmörderkongress eingeladen. |           |                                         |                                   |                               |                                               |
| 8 | 8         | Vater, Mutter, Kind …                   | Playing House                     | Andrés Baiz                   | Alexander Newman-Wise                         |
| Trotz Luciennes Protesten stimmt Morpheus zu, Rose bei der Suche nach Jed zu helfen. Tagsüber stellen Rose und die anderen Gäste der Frühstückspension Schilder rund um Cape Kennedy auf, was die Aufmerksamkeit des Korinthers auf sich zieht. In der Nacht reisen Morpheus und Rose durch die Träume der Gäste und gelangen schließlich in Jeds Träume, die Gault manipuliert hat, um ihm eine emotionale Flucht vor seinem misshandelnden Ziehvater zu ermöglichen. Morpheus tadelt und bestraft Gault dafür, dass sie ihre Pflichten vernachlässigt hat, obwohl Gault behauptet, dass sie ungehorsam war, weil sie glaubte, es sei in Jeds bestem Interesse. In der Zwischenzeit trifft Lyta im Traum wieder ihren verstorbenen Ehemann Hector. Hector versucht, Lyta davon zu überzeugen, im Traum zu bleiben und ein Baby mit ihm zu bekommen, und als Lyta aufwacht, ist sie sichtlich schwanger. Der Konrinther findet Jed, ermordet seine Pflegeeltern und entführt ihn, um Rose zu dem Serienmörderkongress zu locken. |           |                                         |                                   |                               |                                               |
| 9 | 9         | Unter Sammlern                          | Collectors                        | Coralie Fargeat               | Vanessa James Benton                          |
| Lucienne und Matthew schlussfolgern, dass Lytas Schwangerschaft das Ergebnis von Roses zunehmender Macht ist, die die Grenzen zwischen der Traum- und der Wachwelt zu durchbrechen droht. Der Korinther ruft Rose und Jed an und teilt ihnen mit, wo sie sich auf der „Müsli-Convention“ befinden. Rose reist zum Hotel, um sich mit ihnen zu treffen, begleitet von Gilbert, einem anderen Gast in Hal's B&B und einem selbsternannten „Gentleman“. Lyta begegnet Hector weiterhin in ihren Träumen und stellt fest, dass ihre Schwangerschaft schnell voranschreitet. Morpheus bemerkt zunehmende Schäden an den Träumen, die Lucienne auf Rose zurückführt, obwohl Morpheus sich ihrer Theorie nicht sicher ist. Morpheus findet Lyta und Hector im Traum und stellt fest, dass die Vortex Hectors Geist erlaubt hat, den Traum zu bewohnen, anstatt ihn ins Jenseits zu befördern. Morpheus verbannt Hector aus dem Träumen und teilt Lyta mit, dass ihr ungeborenes Kind eines Tages ihm gehören wird, da es im Träumen gezeugt wurde. Rose und Gilbert kommen im Hotel an und suchen nach Jed. Während der Suche erkennen sich der Korinther und Gilbert wieder, woraufhin Gilbert ins Traumland flieht, wo er sich als personifizierter Fiddler's Green entpuppt, einen der anderen abtrünnigen Bewohner des Traumlandes. Im Anschluss teilt er Morpheus den Aufenthaltsort des Korinthers und von Rose mit. |           |                                         |                                   |                               |                                               |
| 10 | 10        | Verlorene Herzen                        | Lost Hearts                       | Louise Hooper                 | Jay Franklin                                  |
| Morpheus unterbricht die Grundsatzrede des Korinthers auf dem Serienmörderkongress, doch jener zeigt ihm, dass er sich dank Roses Macht gegen seinen Schöpfer verteidigen kann. Morpheus informiert Rose über die große Gefahr, die sie für die wache Welt darstellt, was Rose dazu veranlasst, den Traum vorübergehend wiederherzustellen und es Morpheus zu ermöglichen, den Korinther zu bereinigen. Morpheus bestraft die Kongressteilnehmer mit Klarheit über ihre Verbrechen und lässt Rose und Jed unbeschadet davonkommen. In dieser Nacht konfrontiert Rose Morpheus im Traum. Rose ist bereit, sich zu opfern, um ihre Freunde und ihren Bruder zu retten, aber Unity kommt zu ihnen in den Traum und überredet Rose, die Vortex in sie zu übertragen, was Morpheus erlaubt, ihr Leben zu beenden. Morpheus erkennt, dass Desire Unity geschwängert hat, um die Vortex an ihren Nachkommen weiterzugeben, damit Morpheus das Blut der Familie vergießen kann. Morpheus konfrontiert Desire und warnt sie vor weiteren Plänen. Morpheus macht Gault wieder zu einem guten Traum und bemüht sich, als wohlwollenderer Herrscher des Träumens zu agieren. In der wachen Welt bringt Lyta einen Sohn zur Welt und zieht mit Rose, Jed und Hal zurück nach New Jersey. Nachdem er von den Herzögen der Hölle getadelt wurde, sinnt Luzifer auf Rache an Morpheus.                                              |           |                                         |                                   |                               |                                               |
| 11 | 11        | Der Traum der tausend Katzen / Kalliope | Dream of a Thousand Cats/Calliope | Hisko Hulsing & Louise Hooper | Catherine Smyth-McMullen                      |
| In einem animierten Vorspann hält eine Siamkatze auf einem Friedhof eine Versammlung von Katzen ab, auf der sie von ihrer Begegnung mit Morpheus berichtet. In ihrer Verzweiflung, nachdem ihre Kinder ertränkt worden waren, hatte sie einen Traum, in dem ihr Morpheus eine Welt zeigte, in der die Katzen die Rolle der Menschen eingenommen hatten und umgekehrt. Abschließend fordert die Katze ihre Zuhörer ebenfalls zum Träumen auf. In der Haupthandlung sucht der unter Schreibblockade leidende Autor Richard Madoc den alten Schriftsteller Erasmus Fry auf. Fry hält im Keller seines Anwesens die Muse Kalliope gefangen, und „übergibt“ diese zum Abschied Madoc, sodass sie nun an jenen gebunden ist. Obwohl er ihr verspricht, sie nicht wie Fry vorher zu missbrauchen, nutzt er sie aus, um Ideen für seine neuen Werke zu erhalten. Er kann damit wieder an seinen ersten Bestseller anknüpfen. Kalliope, die frühere Gattin von Morpheus, ruft diesen zu Hilfe. Morpheus bestraft Madoc mit einem Übermaß an Ideen. Madoc lässt endlich Kalliope frei und bleibt mit seiner Schreibblockade zurück. Morpheus erklärt der Muse, dass sie ihn eines Tages im Traumreich besuchen könne um über den Tod ihres gemeinsamen Sohnes Orpheus zu sprechen. |           |                                         |                                   |                               |                                               |
| Am 5. August 2022 wurden alle regulären zehn Folgen bei Netflix veröffentlicht, die elfte Folge wurde am 19. August 2022 bereitgestellt. |           |                                         |                                   |                               |                                               |

## Entstehungsgeschichte
Der Hollywood Reporter berichtete am 30. Juni 2019, dass Netflix elf Folgen für eine erste Staffel der Adaption der Graphic Novel Sandman bestellt hat. Die bei Vertigo, einem Imprint von DC Comics, erschienene Vorlage wurde von Neil Gaiman verfasst. Für die Adaption ist Allan Heinberg als Showrunner und Drehbuchautor verantwortlich. Gemeinsam mit Gaiman und David S. Goyer fungiert Heineberg auch als Executive Producer. Anstelle eines 1980er-Settings kündigte Gaiman 2019 an, dass die Serie näher in der Gegenwart spielen wird.

### Musik
Für die Vertonung der Serie zeigte sich der britische Komponist David Buckley verantwortlich, der für seine Arbeit an The Good Fight 2017 für den Emmy Award in der Kategorie „Outstanding Theme Music“ nominiert war. Er nutzte eine breite Klangpalette, von Aufnahmen mit einem großen Orchester (in der Synchron Stage Vienna) und einem Chor, hin zu Instrumenten der Alten Musik wie der Viola da Gamba und Barockflöten, sowie esoterische Klänge. Diese kombinierte er zusätzlich mit modernen elektronischen Texturen, um eine Brücke zwischen den Zeiten in der Musik zu schlagen.

## Bewertung
Laut Rotten Tomatoes konnte die erste Staffel von Sandman Kritiker und Zuschauer zu 86 bzw. 84 % überzeugen.